# Мурзін Євген Вікторович
Євген Вікторович Мурзін  – радянський та український баскетболіст, баскетбольний тренер. Чемпіон СРСР 1989 року, учасник чемпіонату Європи з баскетболу 1997 року. Колишній головний тренер національної чоловічої збірної України. Нині очолює жіночу національну збірну України  та паралельно є головним тренером івано-Франківської Говерли.

## Кар'єра

### Клубна кар'єра
Євген Мурзін — один із гравців київського Будівельника, який став чемпіоном СРСР 1989 року. Після розпаду СРСР залишився у складі Будівельника і, будучи лідером команди, привів її до двох чемпіонських титулів 1992, 1993.
Після сезону в Ізраїлі Мурзін підписав контракт з українським «Київ-Баскетом» і виступав у цьому клубі протягом чотирьох сезонів. Визнавався найкращим гравцем року в Україні у 1995-му та 1997-му роках.
У 2000 році став граючим тренером Будівельника, а через рік завершив ігрову кар'єру.

### Міжнародна кар'єра
У 1989-1990 роках залучався до збірної СРСР. Пізніше став гравцем збірної України, за яку виступав із 1993 по 1999 рік. Взяв участь у першому офіційному матчі в історії збірної України, закинувши 22 очки у кільце збірної Англії. На чемпіонаті Європи 1997 року був капітаном  збірної України.

### Тренерська кар'єра
1999 року Мурзін став граючим асистентом головного тренера Будівельника, а 2000 року очолив київську команду, в якій працював вісім років. Найвище досягнення у Будівельника — шосте місце у регулярному чемпіонаті 2005 року.
З 2009 до 2015 року працював головним тренером БК «Говерла» з Івано-Франківська. Найкращий результат команди – бронзові медалі чемпіонату України у 2011 році .
15 червня 2015 року Євгена Мурзіна було призначено головним тренером національної збірної України. На Євробаскеті-2015 українська команда, здобувши одну перемогу в п'яти матчах першого раунду, не змогла вийти в плей-офф. На Євробаскеті-2017 подолала груповий турнір, пробившись у Топ-16 найкращих, але в 1/8 фіналу програла майбутньому переможцю турніру збірній Словенії.
Перед сезоном 2016/17 став головним тренером київського Будівельника. У грудні був звільнений з посади, коли його команда перебувала на другому місці в турнірній таблиці .
З сезону 2018/19 – головний тренер БК «Київ-Баскет», з яким виборов срібні нагороди Суперліги. У лютому 2019 року після двох поразок у кваліфікації до ЧС-2019 від Чорногорії та Словенії залишив пост головного тренера збірної, провівши на чолі головної команди 27 матчів (9 перемог і 18 поразок).
У сезоні  2019/20 очолив дебютанта Суперліги БК Харківські Соколи. Здобувши усього 4 перемоги у 20 матчах під його керівництвом, харків'яни в підсумку посіли останнє місце в турнірній таблиці. У зв'язку із незадовільними результатами був звільнений з поста головно тренера харківської команди
У 2022 році вдруге в кар'єрі очолив івано-франківську Говерлу. А в 2023-му Євгена Мурзіна призначили головним тренером жіночої національної збірної України з баскетболу.

## Досягнення гравця

### СРСР
- Чемпіон Чемпіонат СРСР : 1989.

### Україна
- Чемпіон України (2):1992, 1993.
- Срібний призер чемпіонату України (2): 1995, 2000.
- Бронзовий призер чемпіонату України (2): 1996, 1997.

### Словаччина
- Срібний призер чемпіонату Словаччини: 1999.

### Індивідуальні нагороди
- MVP Українська ліга : 1995, 1997.
- Володар рекорду результативності у чемпіонатах України – 56 очок в одному матчі.